# 四重彩

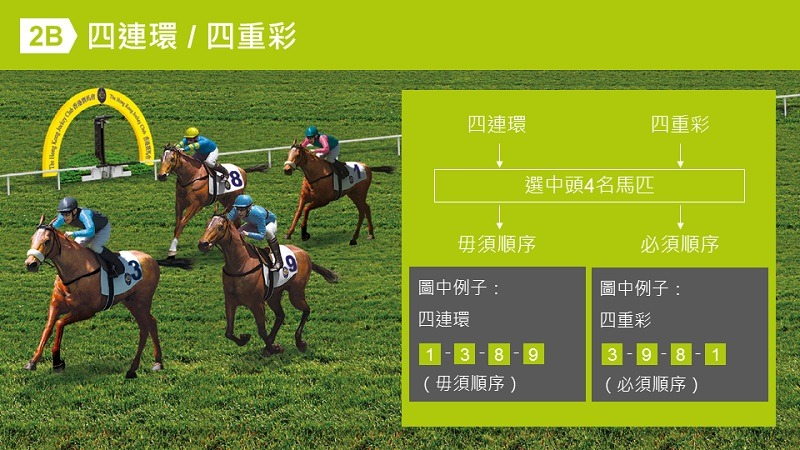

四重彩為賽馬術語，是賽馬博彩的其中一個投注種類，由於需順序選中第一、第二、第三及第四名馬匹，相比起四連環難度更高，有香港、新加坡、美國及澳洲等地方均有接受此彩池。澳門賽馬會暫不接受此投注種類。

## 「四重彩」不同國家或地區的統稱
| 國家或地區 | 命名   |
| ---------- | ------ |
| 香港       | 四重彩 |
| 英国       | 不適用 |
| 美国       |        |
|            |        |
| 日本       | 不適用 |
|            | 不適用 |

## 香港賽馬會復辦四重彩歷史
四重彩早於1973-74馬季年度初次推出，直至1987-88年度後停辦。直至2014年1月，香港賽馬會宣布將停辦了二十五年的「四重彩」復辦，並由2014年1月19日起接受投注。在復辦初期，馬會於每個賽馬日指定兩場供四重彩投注，2015年所有場次均接受投注。

由於四重彩與2006年起創辦的四連環性質類似，因此由2015年1月18日起，四重彩與四連環合併為一個彩池，每個四連環注項（揀中前四名馬匹，毋須順序），可分拆成 24 個四重彩組合（順序揀中前四名馬匹），然後根據四重彩賠率，按相反比例分配至相關的 24 個組合之中，無論當中那一個組合最終勝出，四連環都會達至同一派彩。

## 投注金額
以香港賽馬會為例
若每票投注總額少於港幣$24，每注最低投注金額為港幣$10。
若每票投注總額達港幣$24或以上，可以靈活玩方式投注，而每注最低投注金額為港幣$1。

## 投注方法
| 投種類         | 投方法 |
| 「複式」投注     | 假設您的心水馬為1號、3號、8號、9號，複式投注會將所選馬匹組成所有可能的組合，總共24注，好處是所投注的馬匹均跑入前四名而無須順序亦能中彩，提高命中機會。                                     |
| 「複式馬膽」投注 | 假若您對一匹馬有很大信心能跑入前四名，您可選擇以該匹馬作「馬膽」，其他選擇則作為「配腳」。 假設您的心水馬為1號、2號、3號、8號、9號，而重心馬為1號，以1號胆拖2號、3號、8號、9號，總共96注。 |
| 「單式馬膽」投注 | 當您對一匹馬有很大信心能跑第一名，您可選擇以該匹馬作「馬膽」，其他選擇則作為「配腳」。 假設您的心水馬為1號、2號、3號、8號、9號，而重心馬為3號，以3號胆拖1號、2號、8號、9號，總共24注。     |

## 中獎方法
選中一場賽事中的前四名參賽馬，必須順序，便獲派彩。

## 派彩紀錄
最冷
2020年11月11日第二場-跑第1名喜盈運，第2名拖板精英，第3名競駿飛鷹及第四名為善聚樂 - 派彩$3,489,000
第二高紀錄為2021年5月16日第五場–跑第1名爆騷, 第2名神期大帝, 第3名機緣巧俠及第四名快利寶 - 派彩$2,691,897
第三高紀錄為2017年1月22日第五場–跑第1名紅麗舍, 第2名佳運來, 第3名福愛寶及第四名保羅威威 - 派彩$2,645,989 
最熱
2017年5月13日第一場–跑第1名旺蝦王, 第2名幸運大師, 第3名妙力之城及第四名紅褲兵 - 派彩$118 

此外，自四重彩於2014年1月復辦以來，本地賽事至少發生6次因無人四重彩十元中正，而出現每一元派彩的賽果：
2015年6月21日第六場–跑第1名齊大勝, 第2名真慷慨, 第3名喜多屋及第四名有緣好馬 - 派彩$299,681.50（每一元派）
2015年9月28日第一場–跑第1名威百利, 第2名勝在煌, 第3名五雷火及第四名日月光華 - 派彩$307,996.90（每一元派）
2017年3月5日第九場–跑第1名天合, 第2名中游新星, 第3名一道及第四名勇霸神駒 - 派彩$447,998.40（每一元派）
2018年3月18日第一場–跑第1名醒目再臨, 第2名奔馳寶馬, 第3名快閃的及第四名紅麗舍 - 派彩$690,818.10（每一元派）

2022年6月19日第六場–跑第1名八卦, 第2名連連歡呼, 第3名金哥兒及第四名贏科超影 - 派彩$564,887.50（每一元派）
2023年2月26日第一場–跑第1名中華叻叻, 第2名發財秘笈, 第3名安耀及第四名華卓晴 - 派彩$259,148.30（每一元派）

## 退款及多寶
- 新加坡博彩公司四重彩如無人中獎，多寶撥入下一場場次。如為尾場賽事，則撥入下一個賽馬日第一場賽事

- 就香港賽馬會而言，如中彩票數不超過10港元，則由中彩注碼瓜分派彩。如四重彩無注碼中正指定名次，但有注碼為前四名馬匹，則可以毋須順序名次彩池。若然無人於不順序情況下選中派彩組合，彩池全數退款。在2016年及2024年的英國皇家雅士谷越洋轉播賽事中，曾經因出現過冷的賽果而導致了沒有人中正四重彩組合，繼而觸發上述機制。因此不會出現因無人中彩下出現多寶。香港賽馬會只會於指定賽事，決定當日部份賽事或全數賽事提供四連環及四重彩多寶。
- 另外，就香港賽馬會而言，如賽事出賽馬匹達24匹或以上（海外賽事）、少於7匹（本地及海外賽事），將不設四重彩彩池。

## 有關四重彩的新聞
- 壹蘋果馬網－四重彩24蚊有得玩（页面存档备份，存于）
- 頭條馬誌－四重彩要有「膽」（页面存档备份，存于）
- 星島日報－一百萬四重彩破紀錄（页面存档备份，存于）
- 頭條日報－四重彩成功有因（页面存档备份，存于）

## 外部連結
- 澳門賽馬會（页面存档备份，存于）
- 新加坡賽馬公會（页面存档备份，存于）
- 香港賽馬會的官方網站（页面存档备份，存于）
- 英國賽馬協會（页面存档备份，存于）
- 澳洲賽馬會（页面存档备份，存于）
- 日本中央競馬会（页面存档备份，存于）
- 韓國馬事會（页面存档备份，存于）